# Бівер (Айова)
Бівер (англ. Beaver) — місто (англ. city) в США, в окрузі Бун штату Айова. Населення — 46 осіб (2020).

## Географія
Бівер розташований за координатами 42°2′18″ пн. ш. 94°8′24″ зх. д. / 42.03833° пн. ш. 94.14000° зх. д. (42.038208, -94.139911).  За даними Бюро перепису населення США в 2010 році місто мало площу 0,65 км², уся площа — суходіл.

## Демографія
Згідно з переписом 2010 року, у місті мешкало 48 осіб у 20 домогосподарствах у складі 13 родин. Густота населення становила 74 особи/км².  Було 28 помешкань (43/км²).
Расовий склад населення:
| - 100,0 % — білих |

До двох чи більше рас належало 0,0 %. Частка іспаномовних становила 0,0 % від усіх жителів.
За віковим діапазоном населення розподілялося таким чином: 25,0 % — особи молодші 18 років, 54,2 % — особи у віці 18—64 років, 20,8 % — особи у віці 65 років та старші. Медіана віку мешканця становила 44,5 року. На 100 осіб жіночої статі у місті припадало 77,8 чоловіків;  на 100 жінок у віці від 18 років та старших — 71,4 чоловіків також старших 18 років.
Середній дохід на одне домашнє господарство  становив 54 458 доларів США (медіана — 51 250), а середній дохід на одну сім'ю — 74 687 доларів (медіана — 70 625). Медіана доходів становила 34 500 доларів для чоловіків та 32 083 долари для жінок. За межею бідності перебувало 0,8 % осіб, у тому числі 0,0 % дітей у віці до 18 років та 0,0 % осіб у віці 65 років та старших.
Цивільне працевлаштоване населення становило 50 осіб. Основні галузі зайнятості: роздрібна торгівля — 44,0 %, виробництво — 14,0 %, освіта, охорона здоров'я та соціальна допомога — 10,0 %.